# Valdazze
Valdazze is een plaats (frazione) in de Italiaanse gemeente Pieve Santo Stefano.